# 上凸派克花介
上凸派克花介（学名：Pacambocythere u-carinata）为粗面介科派克花介屬下的一个种。